# Scelotes insularis
Scelotes insularis — вид сцинкоподібних ящірок родини сцинкових (Scincidae). Ендемік Мозамбіку.

## Поширення і екологія
Scelotes insularis мешкають на островах архіпелагу Базаруто та на півночі півострова Сан-Себастьян. Вони живуть серед прибережних дюн, порослих рослинністю.